# 6044 Хаммер-Пургшталь
6044 Хаммер-Пургшталь (6044 Hammer-Purgstall) — астероїд головного поясу, відкритий 13 вересня 1991 року.
Тіссеранів параметр щодо Юпітера — 3,301.